# 横山奈加子
横山 奈加子（よこやま なかこ）は、日本のクラシック音楽のヴァイオリン奏者。

## 経歴
幼少期には横浜市に移り、6歳のときに村井陽子のレッスンに通い始める。田澤明子、江藤アンジェラ、江藤俊哉の教えを受ける。森村学園、桐朋女子高等学校音楽科を経て、桐朋学園大学音楽部卒業。1997年桐朋学園大学ソリスト・ディプロマコース修了。
1998年にヴィルヘルム・フルトヴェングラーの大作『ヴァイオリン・ソナタ第2番』を日本初演（ピアノ：鷲宮美幸）。エリザベート夫人の元に届けられたその記録は、同曲の演奏史に大きな足跡を残した。音楽之友社よりプロコフィエフ：ヴァイオリンソナタ第１番（ピアノ浦壁信二）などのロシアの作曲家の作品を集めたCDを発表。
2007年にトッパンホールにてリサイタル「冬の情景」（ピアノ：野平一郎）を開催。同年よりNHK毎日新聞社主催の全日本学生音楽コンクールの審査員を担当。2008年より活動しているピアニスト高橋礼恵とのDUOでは、音楽之友社誌上の「2009年のコンサートベスト１０」　に選ばれる。2010年～2012年モーツァルトのヴァイオリンソナタ全曲リサイタルを行う。
2015年にオクタヴィア・レコードよりバッハの無伴奏ソナタ・パルティータ全曲をリリース。2023年にはフォンテックより2022年11月7～9日 五反田文化センターに録音した　『ブラームス ヴァイオリンソナタ全曲』を、ピアノの佐々木京子とリリース。モスクワ国立交響楽団と協演やJTアートホール室内楽シリーズにおいて世界的ビオラ奏者であるユーリ・バシュメットやバイオリンの加藤知子と共演する。公演活動の他に、リオン音楽学院や桐朋学園大学音楽学部附属子供のための音楽教室（鎌倉横浜教室）などで講師を担当。東京都交響楽団の第1ヴァイオリンである横山和加子は妹。

## 賞歴
- 1991年 第60回日本音楽コンクール第3位入賞。
- 1992年 第5回日本国際音楽コンクール奨励賞。
- 1993年 エリザベート王妃国際コンクールセミファイナリスト。
- 1994年 第10回チャイコフスキー国際コンクール第5位入賞。

## リリース（CD）
- プロコフェイフ・ソナタ第1番Op.80/チャイコフスキー・なつかしい土地の想い出（ロシア作品集）  2004
- J.S.バッハ:無伴奏ヴァイオリン・ソナタ&パルティータ [2CD] オクタヴィア・レコード  2015
- 横山奈加子（ヴァイオリン） ブラームス ヴァイオリン・ソナタ  2023